# Phrurotimpus wallacei
Espèce
Synonymes
- Phrurolithus wallacei Gertsch, 1935

Phrurotimpus wallacei est une espèce d'araignées aranéomorphes de la famille des Phrurolithidae.

## Distribution
Cette espèce est endémique de Floride aux États-Unis,,.

## Description
Le mâle holotype mesure 2,30 mm et la femelle paratype 2,50 mm.
Le mâle décrit par Platnick en 2019 mesure 2,21 mm et la femelle 2,05 mm.

## Systématique et taxinomie
Cette espèce a été décrite sous le protonyme Phrurolithus wallacei par Gertsch en 1935. Elle est placée dans le genre Phrurotimpus par Platnick en 2019.

## Étymologie
Cette espèce est nommée en l'honneur de Howard Keefer Wallace.

## Publication originale
- Gertsch, 1935 : New American spiders with notes on other species. American Museum novitates, no 805, p. 1-24 (texte intégral).